# Langschnäuziges Seepferdchen
Das Langschnäuzige Seepferdchen (Hippocampus guttulatus) ist eine Art von Knochenfischen (Strahlenflossern) aus der Gattung der Seepferdchen, die als Bewohner von Seegraswiesen und Tangwald im nordöstlichen Atlantischen Ozean und im Mittelmeer verbreitet ist.

## Merkmale
Das Langschnäuzige Seepferdchen erreicht meist eine Körperlänge von etwa 15 Zentimeter, maximal bis zu 21,5. Im Nacken hat es vom Kopf bis zur Rückenflosse meist mehrere Fortsätze, die den Eindruck einer Pferdemähne vermitteln. Die lange Schnauze von Hippocampus guttulatus macht mehr als ein Drittel der Kopflänge aus. Die dem Antrieb dienende Rückenflosse hat 18 bis 21 Strahlen. Die 15- bis 18-strahligen Brustflossen setzen unterhalb der Kiemenöffnungen an und dienen insbesondere der Stabilisierung und Steuerung. Die winzige Afterflosse befindet sich nicht am tiefsten Teil des Bauches, sondern näher am Schwanz. Bauchflossen fehlen ebenso wie eine Schwanzflosse. Die Knochenplatten, mit ihren Knötchen, geben dem Seepferdchen seine gebogene und gleichzeitig knotige Gestalt. Die Färbung dieses Seepferdchens variiert von grünlich gelb bis rötlich braun mit bläulich weißen Flecken. Oft wird die Farbe der umgebenden Vegetation angenommen. Der sich verjüngende, geringelte Greifschwanz dient der Befestigung an Pflanzen und kann nicht aktiv nach hinten gebogen werden.

## Verbreitung und Lebensraum
Hippocampus guttulatus ist im nordöstlichen Atlantischen Ozean von der Nordseeküste der Niederlande entlang der europäischen Atlantikküste bis nach Marokko und Senegal sowie im Mittelmeer verbreitet, wo es an den Küsten Italiens, Maltas, Kroatiens, Griechenlands und Zyperns belegt ist.
Das Seepferdchen lebt bevorzugt im seichten Meereswasser von 1 m bis 20 m Tiefe in Seegraswiesen mit Posidonia und Zostera sowie in Tangwald, wo es sich mit dem Greifschwanz an den Pflanzen festhält.

## Fortpflanzung
Das Langschnäuzige Seepferdchen wird zwei bis vier Jahre alt. Wie bei anderen Seepferchenarten ist es das Männchen, das die Eier in seiner Bauchtasche ausbrütet. Die Paarungszeit ist von April bis August. Nach der Balz überträgt das Weibchen seine Eier in die Bauchtasche des Männchens, wo sie vom Sperma des Männchens befruchtet werden. Die befruchteten Eier werden in der Bauchtasche von einem Gewebe umwachsen, durch das die Embryonen über Kapillaren mit sauerstoff- und nährstoffreichem Blut versorgt werden und das somit die Funktion einer Placenta übernimmt. Darüber hinaus werden die Embryonen auch durch den aus dem Weibchen stammenden Dotter der Eier versorgt. Etwa 4 bis 5 Wochen nach der Übertragung und Befruchtung der Eier gebiert das Männchen etwa 100 bis maximal 300 Jungtiere mit einer Länge von rund 1,6 cm. Die Jungfische sind sofort nach der Geburt sich selbst überlassen.

## Ernährung
Das Langschnäuzige Seepferdchen ernährt sich von kleinen Krebstieren, Larven und Fischeiern, die durch die zahnlose Schnauze eingesogen werden.